# Кулейская
Кулейская (эст. Kuuliska), также Мяэсовица (эст. Määsovitsa), — река в России, протекает по территории Круппской волости Печорского района Псковской области, в верхнем течении погранична с Эстонией на участке длиной 5,8 км.
Река берёт своё начало из озера Мясовитского, и течёт в северном направлении, затем, примерно через 3 км, поворачивает на северо-запад и через 1 км ширина реки достигает до 700 метров (превращая далее реку в Кулейский залив или губу-эстуарий), и далее на протяжении около 4 км течёт с изгибами в северо-западном направлении и впадает в Псковское озеро, длина реки (с заливом) составляет около 8 км (без него — более 3 км).
Река протекает через заболоченные земли, практически незаселённые. В нижнем течении, в устье на озере Мясовитском, находится деревня Кулиско. В верхнем течении, на правом берегу широкого участка реки расположена деревня Кулье.
Кулейская долина является заболоченной, а в северной её части затопленной (до вида эстуария) ввиду поднятия уровня озера, особенно после строительства Нарвской плотины
Река Кулейская является пограничной между Россией и Эстонией в верхнем её течении (широком её участке): государственная граница (в соответствии с границей между РСФСР и ЭССР) проходит по середине реки от района безымянного острова в заливе-реке и до впадения в Псковское озеро. В 2005 году между Россией и Эстонией был подписан договор, подтверждавший линию прохождения границы на этом участке, однако Россия затем отозвала свою подпись ввиду внесения эстонской стороной при его ратификации несогласованных с Россией поправок